# Coerción penal
Por coerción penal se entiende la acción de contener o de reprimir que el derecho penal ejerce sobre los individuos que han cometido delitos. Esta es la coerción penal en sentido estricto y su manifestación es la pena, esta es pues, la coerción materialmente penal.
Por otra parte, hay una coerción formalmente penal, que abarca a la anterior y la excede sobradamente, porque se ocupa de todas las medidas que dispone la ley penal, incluso para los casos en que no hay más que una exterioridad del delito, como también de otras consecuencias del delito que por su naturaleza no pertenecen al derecho penal, pero que están tratadas en la ley penal (reparación del perjuicio).

## La punibilidad
Cuando Beling introdujo el concepto de tipo, también siguió definiendo al delito como «punible» (delito es, dentro de los que dan esta respuesta, una conducta típica, antijurídica, culpable y punible).
Posteriormente, se destaca la tautológica de la expresión «punible», es decir, que la punibilidad surge como un resultado del delito y no como uno de sus elementos o componentes conceptuales.
¿Cuál es la solución correcta? Entendemos, con casi toda la doctrina nacional, que la punibilidad no es un carácter del delito, sino un resultado de su existencia.
La voz «punibilidad» tiene dos sentidos que debemos distinguir claramente: 
a) punibilidad puede significar merecimiento de pena, ser digno de pena: es este sentido (toda conducta típica, antijurídica y culpable) por el hecho de serlo, es punible; 
b) punibilidad puede significar posibilidad de aplicar pena: en este sentido no a cualquier delito se le puede aplicar pena, es decir, no a todo delito se le puede dar lo que tiene merecido. La punibilidad en el sentido a) no siempre puede satisfacerse en el sentido b). Ello no obedece a que falte ningún carácter del delito, sino a una cuestión que tiene lugar y opera dentro de la misma teoría de la coerción penal. La afirmación de que el delito es punible (sentido a) surge de la afirmación de que es delito, pero la coercibilidad a que da lugar el delito no siempre opera, porque hay una problemática que le es propia y que ocasionalmente impide su operatividad (sentido b).
| Una conducta es punible  | Digna de pena               | Por ser típica, antijurídica y culpable (delito) |
| La pena (coerción penal) | De que es digno todo delito | A veces no se aplica por razones que corresponde estudiar a la misma teoría de la coerción penal, y que nada tienen que ver con la existencia misma del delito |

## Condiciones que hacen operar la coerción penal
Hemos visto que pese a que todo delito es merecedor de pena, ocasionalmente la pena no se aplica, porque hay algún impedimento que obsta a que su imposición opere, es decir, algún impedimento a la operatividad de la coerción penal.
Esto significa que la coerción penal por el delito solo opera dadas ciertas condiciones, que genéricamente llamamos condiciones de operatividad de la coerción penal.
Las condiciones de operatividad de la coerción penal que tienen carácter penal pueden consistir en causas personales que excluyen la penalidad, o bien pueden ser causas personales que cancelan la penalidad.
Las condiciones de operatividad de la coerción penal de naturaleza procesal suelen llamarse también requisitos de perseguibilidad, y las que rigen para ciertos delitos en particular; las que se refieren a las condiciones de ejercicio de las acciones procesales en general, y un tercer grupo que consiste en la ausencia de impedimentos de perseguibilidad, es decir, de causas de extinción de la acción penal.

### En síntesis
| Condiciones de operatividad de la coerción penal | Penales                                    | Causas personales que excluyen la penalidad | Causas personales que excluyen la penalidad | Causas personales que excluyen la penalidad |
| Condiciones de operatividad de la coerción penal | Penales                                    | Causas personales que cancelan la penalidad | Causas personales que cancelan la penalidad | Perdón del ofendido |
| Condiciones de operatividad de la coerción penal | Penales                                    | Causas personales que cancelan la penalidad | Causas personales que cancelan la penalidad | Indulto |
| Condiciones de operatividad de la coerción penal | Penales                                    | Causas personales que cancelan la penalidad | Causas personales que cancelan la penalidad | Prescripción |
| Condiciones de operatividad de la coerción penal | Penales                                    | Causas personales que cancelan la penalidad | Causas personales que cancelan la penalidad | Casos especiales |
| Condiciones de operatividad de la coerción penal | Procesales (requisitos de perseguibilidad) | Procesales (requisitos de perseguibilidad)  | Que rigen para ciertos delitos (divorcio previo por causa de adulterio). Que rigen para el ejercicio de las acciones procesales en general (públicas, privadas, dependientes de instancia privada). Ausencia de impedimentos de perseguibilidad (ausencia de causas de extinción de la acción penal). | Que rigen para ciertos delitos (divorcio previo por causa de adulterio). Que rigen para el ejercicio de las acciones procesales en general (públicas, privadas, dependientes de instancia privada). Ausencia de impedimentos de perseguibilidad (ausencia de causas de extinción de la acción penal). |